# أنتيبوفكا (فولغوغراد)
أنتيبوفكا (بالروسية: Антиповка) هي مدينة في مقاطعة فولغوغراد أوبلاست في روسيا.